# 소형 트럭
소형 트럭은 크기가 작은 화물차를 가리키는 단어이다. 주로 1톤 화물차들이 소형 트럭이라고 불린다.

## 설명
소형 트럭은 크기가 작기 때문에 작은 골목길에서도 운행이 가능한 장점이 존재한다. 1톤인 소형 트럭은 자가용 및 영업용으로 운영되며 특히 택배를 운송하는 화물차는 대부분 소형 트럭으로 구성되어 있다. 소형 트럭의 경우는 싱글캡과 더블캡이 모두 판매되는데 더블캡의 경우는 관공서용이나 특장차가 아닌 일반적인 차량에서도 사용이 된다. 소형 트럭의 더블캡은 주로 농촌 지역에서 사용이 된다. 그외 소방차에서 골목형 소방차나 소형 펌프차라고 불리는 차종은 모두 소형 트럭을 특장해서 만든다. 대한민국에서 소형 트럭으로 분류되는 차종은 현대 포터, 기아 봉고, 대우 바네트, 현대 리베로, 삼성 야무진, 기아 세레스가 존재한다.

## 같이 보기
- 화물차
- 현대 포터
- 기아 봉고
- 대우 바네트
- 현대 리베로
- 삼성 야무진
- 기아 세레스